# Omolicna nigripennis
Omolicna nigripennis är en insektsart som beskrevs av Caldwell 1944. Omolicna nigripennis ingår i släktet Omolicna och familjen Derbidae. Inga underarter finns listade i Catalogue of Life.